# Fotbal na Ostrovních hrách 2013
Fotbal na Ostrovních hrách 2013 vyhrála reprezentace Bermud.

## Zúčastněné týmy
- Falklandy
- Grónsko
- Frøya
- Bermudy

## Tabulka
| Rank | Nation    | Pld | W | D | L | GF | GA | GD  | Pts |
| ---- | --------- | --- | - | - | - | -- | -- | --- | --- |
| 1    | Bermudy   | 3   | 3 | 0 | 0 | 19 | 0  | +19 | 9   |
| 2    | Grónsko   | 3   | 2 | 0 | 1 | 21 | 3  | +18 | 6   |
| 3    | Falklandy | 3   | 1 | 0 | 2 | 2  | 18 | −16 | 3   |
| 4    | Frøya     | 3   | 0 | 0 | 3 | 1  | 22 | −21 | 0   |